# Georg Waltemath

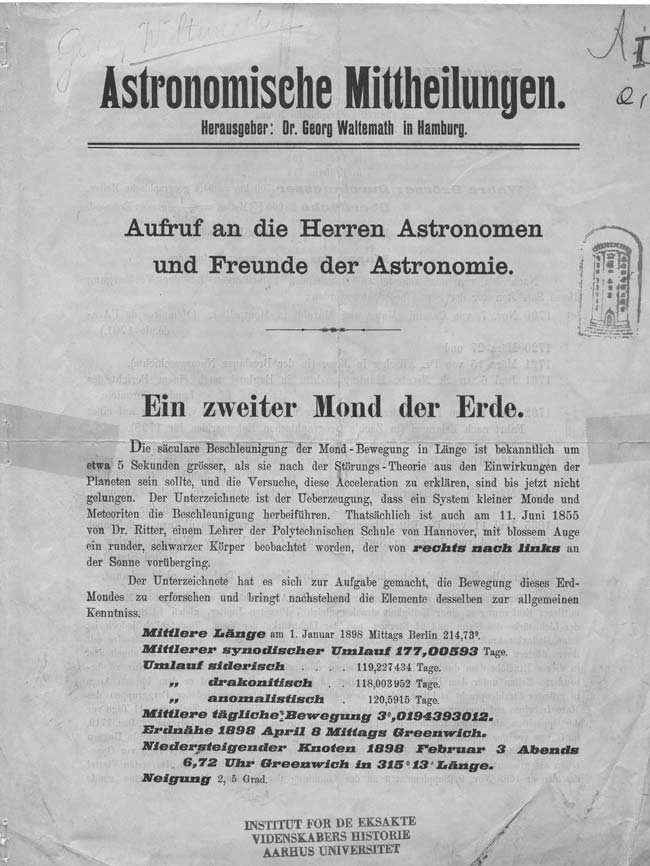
Affiche annonçant la découverte de la seconde lune de la Terre.

Georg Waltemath est un astronome de Hambourg surtout connu pour avoir annoncé l'existence d'une seconde lune terrestre, ainsi qu'un système de petites lunes, en 1898. Bien que soutenu par certaines personnalités, dont l'astrologue Sepharial, la déclaration de Waltemath n'a pas pu être confirmée à la suite de l'absence de corroboration des observations par d'autres membres de la communauté scientifique.